# آبراهام‌هدی
آبراهام‌هِدْی (به مجاری: Ábrahámhegy) روستایی در مجارستان است که در ناحیه تاپولتسا واقع شده‌است. آبراهام‌هدی ۱۴٫۸۸ کیلومتر مربع مساحت و ۴۸۶ نفر جمعیت دارد.